# Kazunzu
Kazunzu è una circoscrizione rurale (rural ward) della Tanzania situata nel distretto di Sengerema, regione di Mwanza. Conta una popolazione di 14 063 abitanti (censimento 2012).